# Onze-Lieve-Vrouw-Bezoekingkerk (Larum)

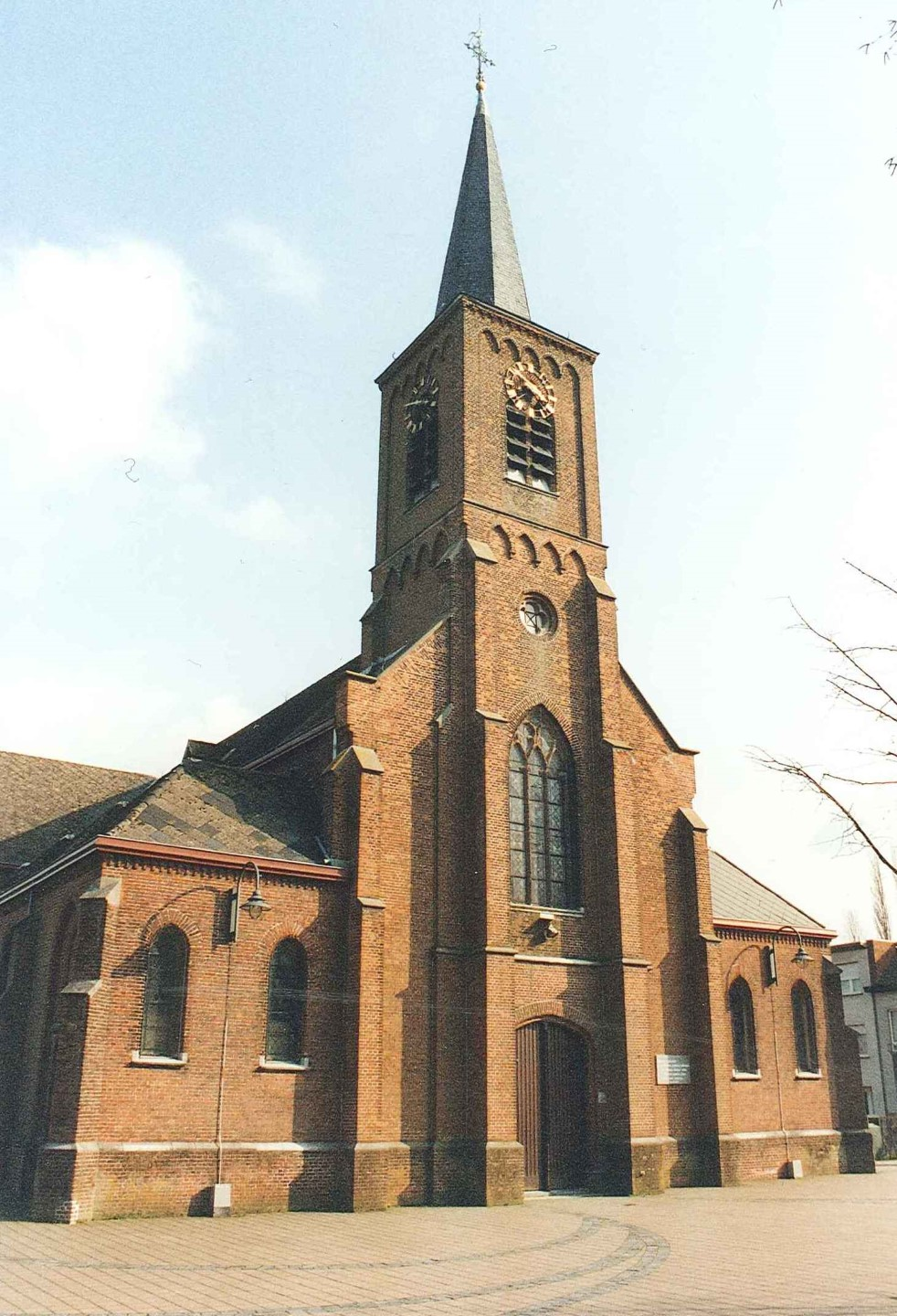
Onze-Lieve-Vrouw-Bezoekingkerk

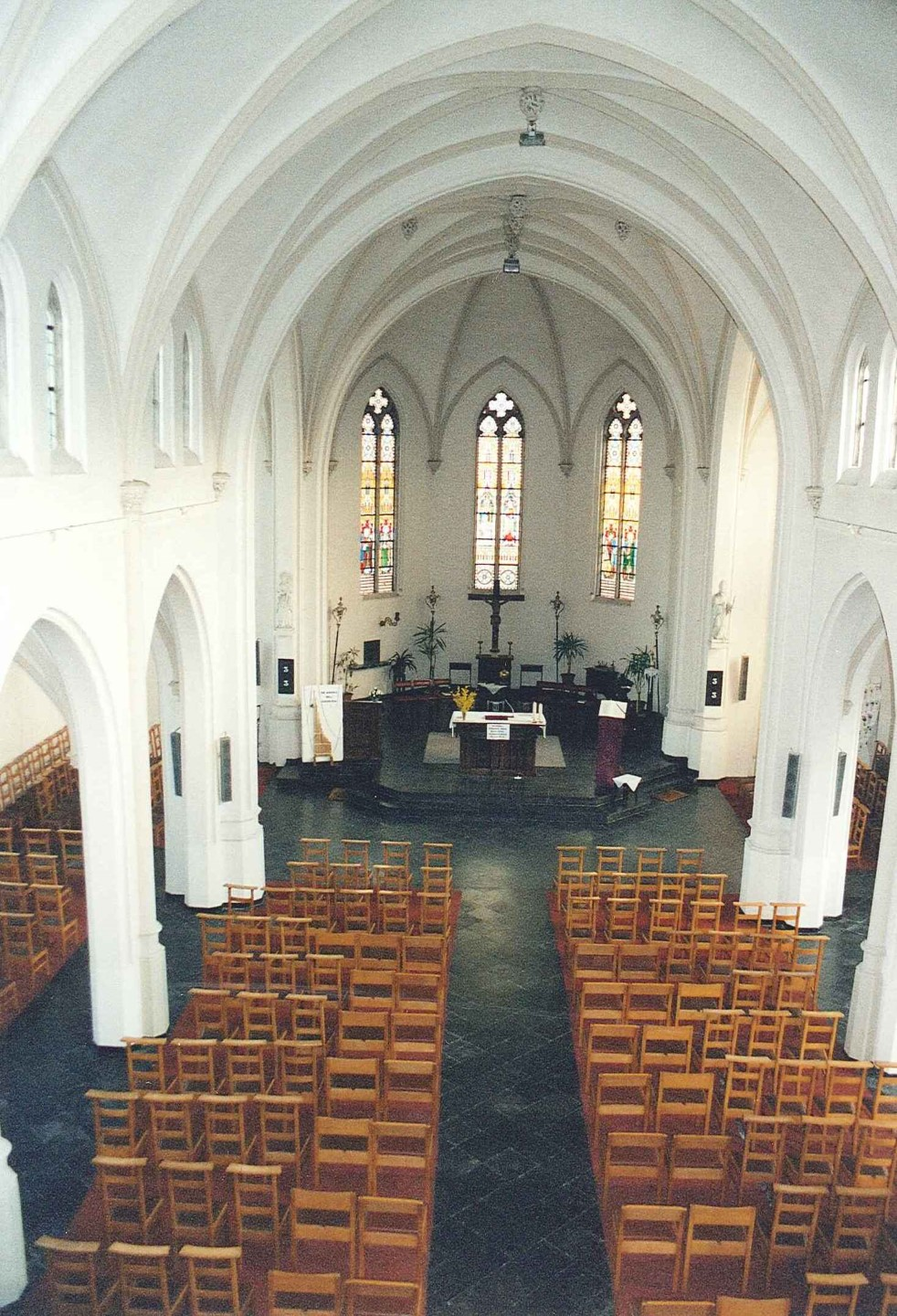
Interieur

De Onze-Lieve-Vrouw-Bezoekingkerk is de parochiekerk van de tot de Antwerpse gemeente Geel behorende plaats Larum, gelegen aan Larum 27.

## Geschiedenis
Reeds in 1472 werd in Larum een kapel gesticht die aan Onze-Lieve-Vrouw was gewijd. Deze kapel werd in 1855 verheven tot parochiekerk maar ze werd vervangen door een neogotische kerk, gewijd aan Onze-Lieve-Vrouw Bezoeking en ontworpen door Johan van Gastel en ingewijd in 1860. In 1897 kwamen zijbeuken gereed, ontworpen door Pieter Jozef Taeymans. 
In 1985-1987 werd de kerk gerestaureerd.

## Gebouw
Het betreft een bakstenen georiënteerde neogotische kruisbasiliek met ingebouwde westtoren. Deze toren heeft vier geledingen en een ingesnoerde naaldspits. Het koor is driezijdig afgesloten.
De kerk bezit een gotisch Mariabeeld. Hij heeft een neogotisch meubilair en kruiswegstaties uit 1921. Ook is er een kerkraam uit 1962 dat de roeping der eerste apostelen aan het Meer van Genezareth voorstelt. 
Nabij de kerk staat een Heilig-Hartbeeld uit 1931.